# Солароло Паганино (Кремона)
Солароло Паганино је насеље у Италији у округу Кремона, региону Ломбардија.
Према процени из 2011. у насељу је живело 20 становника. Насеље се налази на надморској висини од 30 м.